# Laura Bennett (diseñadora)
Laura Eugenia Bennett (2 de agosto de 1963, Nueva Orleans, Luisiana) es un arquitecta estadounidense y diseñadora de moda y una de los cuatro finalistas en Bravo´s en julio de 2006  Project Runway (Estación 3).

## Biografía
Bennett recibió su  licenciatura en arquitectura en la Universidad de Houston y un título de postgrado en el mismo campo de Universidad de Columbia y en la  Ciudad de Nueva York.
Bennett tiene seis niños: una hija Cleo (nacida en 1988), de su primer matrimonio, y cinco hijos: Peik (nacido en 1996), Truman (nacido 1999), Pierson (nacido en 2002), Larson (nacido 2003), y Fina (nacido el 1 de diciembre de 2006), con quien descubre que estaba embarazada mientras competía en Pasarela de Proyecto, con su difunto marido, arquitecto Peter L. Shelton. El 26 de  agosto de 2012, Shelton murió de cáncer en su casa de Nueva York.  El trabajo de Shelton como cofundador de Shelton, Mindel & Associates, y un monumento en su memoria fue en la edición de noviembre de 2012 de Architectural Digest.
Trabajó a tiempo parcial en su empresa de diseño, Shelton Mindel & Associates, conocida por su diseño de la sede de Polo Ralph Lauren en Nueva York.  En 2013, Bennett (rebautizada como Laura Bennett Shelton) trasladó a su familiar y su negocio a la finca Laros en Bethlehem, PA, una casa en propiedad que originalmente perteneciendo al abuelo materna de su marido, el fabricante textil de la era de la Depresión fabricante textil R.K. Laros. Después de su traslado a Pensilvania, Bennett Shelton se dedicó al tiro con arco, y en seis meses competía en un nivel de clase mundial, incluso participando en el 2014 Mundial Interior Archery Campeonatos.

## Pasarela de proyecto
Sus diseños para Pasarela de Proyecto tendían a ser mayormente  ropa de noche conservadora, y en más de una ocasión, a pesar de estar de acuerdo con que tenía un punto de vista glamuroso y definitivo, los jueces expresaron su preocupación que  su objetivo era estrictamente un mercado más antiguo, aunque ella ganó uno de los desafíos semanales. También era conocida por confeccionar sus prendasen poco tiempo. Tim Gunn ha bromeado sobre su velocidad a menudo en sus podcasts.
En el penúltimo episodio, mientras preparando para  Olympus Fashion Weel,  acusó a su compañero  finalista  Jeffrey Sebelia de contratar ayuda extra para completar su línea (por lo que Michael y Uli también había expresado su preocupación).  Después de una investigación de los productores de  Bravo, no se encontraron pruebas sustanciales de la alegación de Bennett y Sebelia continuado en la competición. Bennett fue finalmente el segundo subcampeón después de  Uli; Sebelia era la ganadora.

## Carrera en el diseño
En febrero de 2008,  debute su colección LBD en QVC.[cita requerida]

## Autor
Después de su aparición en  Project Runway, Bennett empezó escribir para el sitio  Web The Daily Beast. Los temas de sus artículo iban desde la vida familiar con sus seis hijos hasta de la mida de la alfombra roja y una amplia gama de otros temas. Su libro de 2010, Didn´t Feed You Yesterday? A Mother´s Guide to Guide to Sanity in Sanity Stiletto, fue publicado por Random House, seguido en 2012 por Handmede Chic : Fashionable Projects That Look High-End,Not Homespun, publicado por Rodale